# شیردل (آهنگ گرلز جنریشن)
 «شیردل» آهنگی است که توسط گروه گرلز جنریشن تولید شده‌است. این ترانه در ۱۸ اوت ۲۰۱۵ به عنوان دومین تک‌آهنگ از پنجمین آلبوم استودیویی این گروه به نام شیردل توسط اس.ام. انترتینمنت منتشر شد.

## ترکیب بندی
«شیردل» توسط بیلبورد به عنوان یک آهنگ سول با الهام از بابلگام پاپ توصیف شده‌است. این ترانه صدای رتروی دههٔ شصتی آمریکایی و ملودی جاز دارد و همچنین دارای «بیس لاین جذابی» است. این ترانه دربارهٔ زنانی که عاشق مردانی متقلب و خیانتکار هستند صحبت می‌کند و شرح می‌دهد که چگونه این زنان سعی می‌کنند مانند رام کردن یک شیر، این مردان را رام خود کنند.